# Железнодорожная неделя
Железнодорожная неделя — российский еженедельный журнал для железнодорожных служащих, издавался в Санкт-Петербурге в 1899—1903 годах. Редактором журнала был В. А. Казанский. Приложения: в 1901 Железнодорожная справочная книга. Спб., 1901. 204 с.; в 1902 газета Ежедневник, в 1903 — также с приложением в виде бесплатного ежедневного листка под названием «Наша газета» (по объявлению в № 52 за 1902 год — общественно-политический и литературный орган; всего вышло 11 номеров). Редакция находилась на Васильевском острове, Тучков переулок, д.11.
Первый журнал для железнодорожных служащих начал издаваться в 1899 году. В 1901—1902 по 52 номера в год, в 1903 № 1 (6-I) — последний [№ 12 (25-III)].
Указатель содержания: 1901—1902 годовые указатели. За 1901 отдельный выпуск 3 с.; за 1902 в последнем номере этого года.